# Rattasat Bangsungnoen
Rattasat Bangsungnoen (thailändisch รัฐศาสตร์ บังสูงเนิน; * 13. September 2005) ist ein thailändischer Fußballspieler.

## Karriere
Rattasat Bangsungnoen steht seit 2023 beim Nakhon Ratchasima FC unter Vertrag. Der Verein aus Nakhon Ratchasima spielt in der zweiten Liga, der Thai League 2. Sein Zweitligadebüt gab Rattasat Bangsungnoen am 11. November 2023 (12. Spieltag) im Heimspiel gegen den Customs United FC. Bei dem 4:1-Erfolg wurde er in der 90. Minute für den Franzosen Greg Houla eingewechselt. Am Ende der Saison 2023/24 feierte er mit dem Verein aus Nakhon Ratchasima die Meisterschaft der zweiten Liga sowie den direkten Wiederaufstieg in die erste Liga.

## Erfolge
Nakhon Ratchasima FC
- Thailändischer Zweitligameister: 2023/24  ▲